# Juninho (futebolista, 1982)
Anselmo Vendrechovski Júnior, também conhecido como Juninho (Wenceslau Braz, 16 de setembro de 1982) é um ex-futebolista brasileiro que atuava como zagueiro. Juninho tinha como ponto forte as cobranças de falta, com o uso de chute muito potente de longa distância e com muita precisão e efeito.

## Carreira

### Coritiba
Juninho foi revelado pelo Coritiba em 2002.

### Botafogo
Em 2005, o zagueiro chegou ao Botafogo por indicação do então técnico Paulo Bonamigo. Teve poucas oportunidades naquele ano, tendo se destacado ao ter feito, de cabeça, o gol da vitória alvinegra frente ao Volta Redonda, que classificou seu time às semifinais da Taça Guanabara. 
Em 2006, após uma lesão do titular Scheidt, ganhou a confiança do técnico Cuca e da torcida, com suas atuações com muita garra e luta durante o Brasileirão, e, logo, virou titular, capitão e ídolo. Em 2007, Juninho se destacou pelos muitos gols marcados, em especial de falta. No Brasileirão, ele fez 10 gols, sendo o terceiro goleador do Botafogo e o jogador que mais fez gols de bola parada na competição. Nesse ano, o jogador recebeu o troféu de bronze do Prêmio Craque do Brasileirão, por ter sido escolhido o terceiro melhor quarto zagueiro do campeonato.

### São Paulo
Juninho acabou sendo negociado com o São Paulo ao ter parte de seus direitos federativos, que pertenciam à empresa MFD, vendidos ao tricolor paulista. No entanto, o zagueiro ficou marcado por uma má atuação contra o Palmeiras  e não mais conseguiu obter a titularidade na equipe que viria a ser campeã brasileira.

### Retorno ao Botafogo
Logo, em 2009, Juninho acertou seu retorno ao Botafogo, voltando a ser capitão da equipe, inclusive. Na sua segunda passagem, conquistou a Taça Guanabara e o vice da Taça Rio e do Estadual. Obteve excelente rendimento em cobranças de falta, resultando em vários gols em favor da equipe durante a temporada. Todavia, foi alvo de críticas devido à má campanha do time e a sua pouca velocidade e impulsão.

### Samsung Bluewings
Ao final da temporada, após ajudar o Botafogo na luta contra o rebaixamento, Juninho acertou com o Samsung Bluewings, da Coreia do Sul..

### Tigres UANL
Em Junho de 2010 o Tigres UANL do México anuncia a contratação do jogador junto ao Botafogo. O zagueiro assinou um contrato de 3 anos com a equipe mexicana, e o valor pago ao Botafogo não foi anunciado.

### Aponsentadoria
Anunciou sua aposentadoria em 06 de dezembro de 2018, aos 36 anos, defendendo a camisa do Tigres-MEX.

## Títulos
Coritiba
- Campeonato Paranaense: 2003

Botafogo
- Campeonato Carioca: 2006
- Taça Guanabara: 2006, 2009
- Taça Rio: 2007

São Paulo
- Campeonato Brasileiro: 2008

Tigres UANL
- Campeonato Mexicano: 2011 (Apertura), 2015 (Apertura), 2016 (Apertura), 2017 (Apertura)
- Copa México: 2014 (Clausura)
- Campeón de Campeones: 2016, 2017

### Recordes e marcas
- Maior artilheiro do Botafogo em finais no Clássico da Rivalidade: 3 gols[12]
- 10° Maior artilheiro do Botafogo no século XXI: 29 gols[13]
- Zagueiro com mais gols na história do Botafogo: 29 gols[14]